# Stemma di Los Angeles
Lo stemma della città di Los Angeles è uno scudo circolare circondato dal nome legale della città (City of Los Angeles) e dalla sua data di fondazione 1781.
L'interno del cerchio è ornato da un grappolo d'uva, olive e arance, le principali colture della California. Questi rappresentano anche i colori della bandiera di Los Angeles. I frutti sono su un campo d'oro, delimitato da 77 grani del Rosario che ricordano il ruolo dei missionari nella fondazione della città.
Lo scudo centrale è ripartito in quattro parti che rappresentano:
- in alto a sinistra: la schermatura degli Stati Uniti con tredici stelle sul capo
- in alto a destra: la bandiera della California
- in basso a sinistra lo stemma del Messico nella versione del 1867
- in basso a destra: lo stemma di Castiglia e León.